# Dorothy Livesay Poetry Prize
Der Dorothy Livesay Poetry Prize ist ein kanadischer Literaturpreis, der seit 1986 besteht und zu den BC Book Prizes gehört.
Er wird alljährlich im April der besten Gedichtsammlung verliehen, deren Verfasser ein Einwohner von British Columbia, Kanada, oder des Yukon-Territoriums ist. Die Preisträger müssen keine kanadischen Staatsbürger sein, sondern mindestens drei der letzten fünf Jahre in British Columbia oder dem Yukon-Gebiet gewohnt haben. Dabei können die Bücher auch in anderen Regionen oder Ländern erschienen sein. Ursprünglich wurde der Preis als B.C. Prize for Poetry bezeichnet, aber seit 1989 zu Ehren der Dichterin Dorothy Livesay, deren Gedichtsammlungen Day and Night (1944) and Poems for People (1947) den Governor General’s Award for Poetry erhalten hatten, umbenannt. Der Gewinner des Jahres 2011 wurde von den Gastgebern  Bob Robertson and Linda Cullen im Kay Meek Centre, Vancouver, am 21. April 2011 im Rahmen der Lieutenant Governor’s BC Book Prize Gala verkündet. Die jeweilige Shortlist eines Jahrgangs wird im März bekannt gegeben.

## Preisträger und Nominierte
1986
- Joe Rosenblatt, Poetry Hotel[Anm. 1]

1987
- Diana Hartog, Candy from Strangers
- John Newlove, The Night the Dog Smiled
- Tom Wayman, The Face of Jack Munro

1988
- Patricia Young, All I Ever Needed was a Beautiful Room
- Norm Sibum, Eight Poems
- Sharon Thesen, The Beginning of the Long Dash

1989
- Charles Lillard, Circling North
- Doug Beardsley, Dancing Star
- bill bissett, what we have

1990
- Victoria Walker, Suitcase
- Marlene Cookshaw, The Whole Elephant
- Maureen McCarthy, The Girls in the Last Seat Waving

1991
- Jeff Derkson, Down There
- bill bissett, hard 2 beleev
- Phyllis Webb, Hanging Fire

1992
- Barry McKinnon, Pulplog
- John Pass, The Hour's Acropolis
- Michael Turner, Company Town

1993
- bill bissett, inkorrect thoughts
- Kirsten Emmott, How Do You Feel?
- Diana Hartog, Polite to Bees: A Bestiary

1994
- Gregory Scofield, The Gathering: Stones for the Medicine Wheel
- Brian Brett, Poems New and Selected
- Howard White, Ghost in the Gears

1995
- Linda Rogers, Hard Candy
- Aaron Bushowsky, ed and mabel go to the moon
- Adeena Karasick, Mêmewars

1996
- Patrick Lane, Too Spare, Too Fierce
- Kate Braid, To this Cedar Fountain
- Robin Skelton, The Edge of Time

1997
- Margo Button, The Unhinging of Wings
- Marilyn Bowering, Autobiography
- Joyce Nelson, Seeing in the Dark

1998
- Patricia Young, What I Remember from My Time on Earth
- Lyle Neff, Ivanhoe Station
- Linda Rogers, Heaven Cake

1999
- David Zieroth, How I Joined Humanity at Last
- Patrick Friesen, St. Mary at Main
- Jan Zwicky, Songs for Relinquishing the Earth

2000
- Lorna Crozier, What the Living Won't Let Go
- Wayde Compton, 49th Parallel Psalm
- Susan Musgrave, Things That Keep and Do Not Change
- D.C. Reid, Love and Other Things That Hurt
- Tom Wayman, The Colours of the Forest

2001
- Don McKay, Another Gravity
- George Bowering, His Life
- Patrick Lane, The Bare Plum of Winter Rain
- John Pass, Water Stair
- Sue Wheeler, Slow-Moving Target

2002
- Karen Solie, Short Haul Engine
- Stephen Guppy, Understanding Heaven
- Aislinn Hunter, Into the Early Hours
- Daphne Marlatt, This Tremor Love Is
- Catherine Owen, The Wrecks of Eden

2003
- bill bissett, peter among th towring boxes
- Colin Browne, Ground Water
- Marlene Cookshaw, Shameless
- Patrick Friesen, The Breath You Take from the Lord
- Tom Wayman, My Father's Cup

2004
- Philip Kevin Paul, Taking the Names Down from the Hill
- Marilyn Bowering, The Alchemy of Happiness
- Robert Bringhurst, Ursa Major
- Denise Cammiade, The Creature I Am
- Russell Thornton, House Built of Rain

2005
- Jan Zwicky, Robinson's Crossing
- Aislinn Hunter, The Possible Past
- Eve Joseph, The Startled Heart
- Patrick Lane, Go Leaving
- D.C. Reid, The Hunger

2006
- Meredith Quartermain, Vancouver Walking
- Stephen Collis, Anarchive
- Jordan Scott, Silt
- George Sipos, Anything But the Moon
- Jan Zwicky, Thirty-seven Small Songs & Thirteen Silences

2007
- Don McKay, Strike / Slip
- Maxine Gadd, Backup to Babylon
- Steven Price, Anatomy of Keys
- Sharon Thesen, The Good Bacteria
- Terence Young, Moving Day

2008
- Rita Wong, Forage
- George McWhirter, The Incorrection
- Christopher Patton, Ox
- Arleen Pare, Paper Trail
- Gillian Wigmore, Soft Geography

2009
- Daphne Marlatt, The Given
- Elise Partridge, Chameleon Hours
- Nilofar Shidmehr, Shirin and Salt Man
- George Stanley, Vancouver: A Poem
- Karen Hofmann, Water Strider

2010
- Fred Wah, is a door
- Larissa Lai, Automaton Biographies
- David Zieroth, The Fly in Autumn
- Miranda Pearson, Harbour
- Gillian Jerome, Red Nest

2011
- Stephen Collis, On the Material
- Ken Belford, Decompositions
- Jen Currin, The Inquisition Yours
- George Bowering, My Darling Nellie Grey
- Eve Joseph, The Secret Signature of Things

2012
- John Pass, crawlspace[2]
- Patrick Lane, The Collected Poems of Patrick Lane
- Susan McCaslin, Demeter Goes Skydiving
- Garry Thomas Morse, Discovery Passages
- Sharon Thesen, Oyama Pink Shale

2013
- Sarah de Leeuw, Geographies of a Lover
- Evelyn Lau, A Grain of Rice
- Roger Farr, IKMQ
- Patricia Young, Night-Eater
- Colin Browne, The Properties

2014
- Jordan Abel, The Place of Scraps
- Catherine Greenwood, The Lost Letters
- Jennica Harper, Wood
- Renée Sarojini Saklikar, children of air india: un/authorized exhibits and interjections
- Russell Thornton, Birds, Metals, Stones and Rain

2015
- Cecily Nicholson, From the Poplars
- Robert Budde, Dreamland Theatre
- Kayla Czaga, For Your Safety Please Hold On
- Jen Currin, School
- Patrick Lane, Washita

2016
- Raoul Fernandes, Transmitter and Receiver

2017
- Adèle Barclay, If I Were in a Cage I’d Reach Out for You

2018
- Mercedes Eng, Prison Industrial Complex Explodes

2019
- Laisha Rosnau, Our Familiar Hunger

2020
- Chantal Gibson, How She Read

2021
- Michael Prior, Burning Province

2022
- Henry Doyle, No Shelter